# Adlullia
Adlullia är ett släkte av fjärilar. Adlullia ingår i familjen tofsspinnare.

## Dottertaxa tillAdlullia, i alfabetisk ordning[1]
- Adlullia amplior
- Adlullia atereta
- Adlullia atomaria
- Adlullia atrisignata
- Adlullia barbara
- Adlullia baueri
- Adlullia boleora
- Adlullia castor
- Adlullia catala
- Adlullia chirunda
- Adlullia civitta
- Adlullia coelebs
- Adlullia conistrae
- Adlullia corbetti
- Adlullia decussata
- Adlullia dirtea
- Adlullia divisa
- Adlullia divisella
- Adlullia epirotica
- Adlullia exitela
- Adlullia fumosa
- Adlullia funeralis
- Adlullia griseaurea
- Adlullia guttistriga
- Adlullia guttulata
- Adlullia helladia
- Adlullia icilia
- Adlullia immaculata
- Adlullia javana
- Adlullia javanoides
- Adlullia lali
- Adlullia leucophleba
- Adlullia longitegumen
- Adlullia lunifera
- Adlullia luteata
- Adlullia mignon
- Adlullia moalata
- Adlullia nova
- Adlullia oonophora
- Adlullia pega
- Adlullia pelopicta
- Adlullia peperites
- Adlullia plana
- Adlullia poppaea
- Adlullia postgrisea
- Adlullia postlutosa
- Adlullia postnigra
- Adlullia protea
- Adlullia puli
- Adlullia punctatofasciata
- Adlullia ridleyi
- Adlullia sabulosa
- Adlullia semifumosa
- Adlullia sinuinigra
- Adlullia solitaria
- Adlullia tamsi
- Adlullia tigris
- Adlullia walshae
- Adlullia venata
- Adlullia xanthomela
- Adlullia zeboe